# João Capistrano de Miranda e Castro
João Capistrano de Miranda e Castro (Desterro, ? — Porto Alegre, 10 de novembro de 1882) foi um advogado e político brasileiro.
Filho de Francisco Pedro de Miranda e Castro, diplomado pela Faculdade de Direito de São Paulo, em 1834. É pai do escritor João Capistrano de Miranda e Castro Júnior, morto aos 30 anos, e de Sebastião Ribeiro de Miranda e Castro, falecido em 1874. Foi procurador da câmara e ligado ao Partido Conservador.
Em 1836 se achava em Porto Alegre, quando foi incluído em lista tríplice para o cargo de Juiz de Órfãos, concomitante à sua banca de advocacia ocupou diversos empregos ou cargos públicos nas décadas seguintes: foi promotor público, diretor-geral da Instrução Pública entre 1846 e 1847, diretor-geral do Tesouro Provincial.
Se elegeu deputado da Assembleia Provincial em diversas legislaturas a partir do final da Revolução Farroupilha.
Foi vice-presidente da província do Rio Grande do Sul, assumindo a presidência interinamente duas vezes, de 2 de março a 10 de abril de 1848 e de 29 de agosto a 4 de novembro de 1870.